# Escadrille SPA 162
L'escadrille SPA 162 est une unité active de l'Armée de l’air française. La SPA 162 Tigre a été créée en 1918. 
Elle fait aujourd'hui partie de l’Escadron de chasse 3/30 Lorraine, stationnée à Mont-de-Marsan.

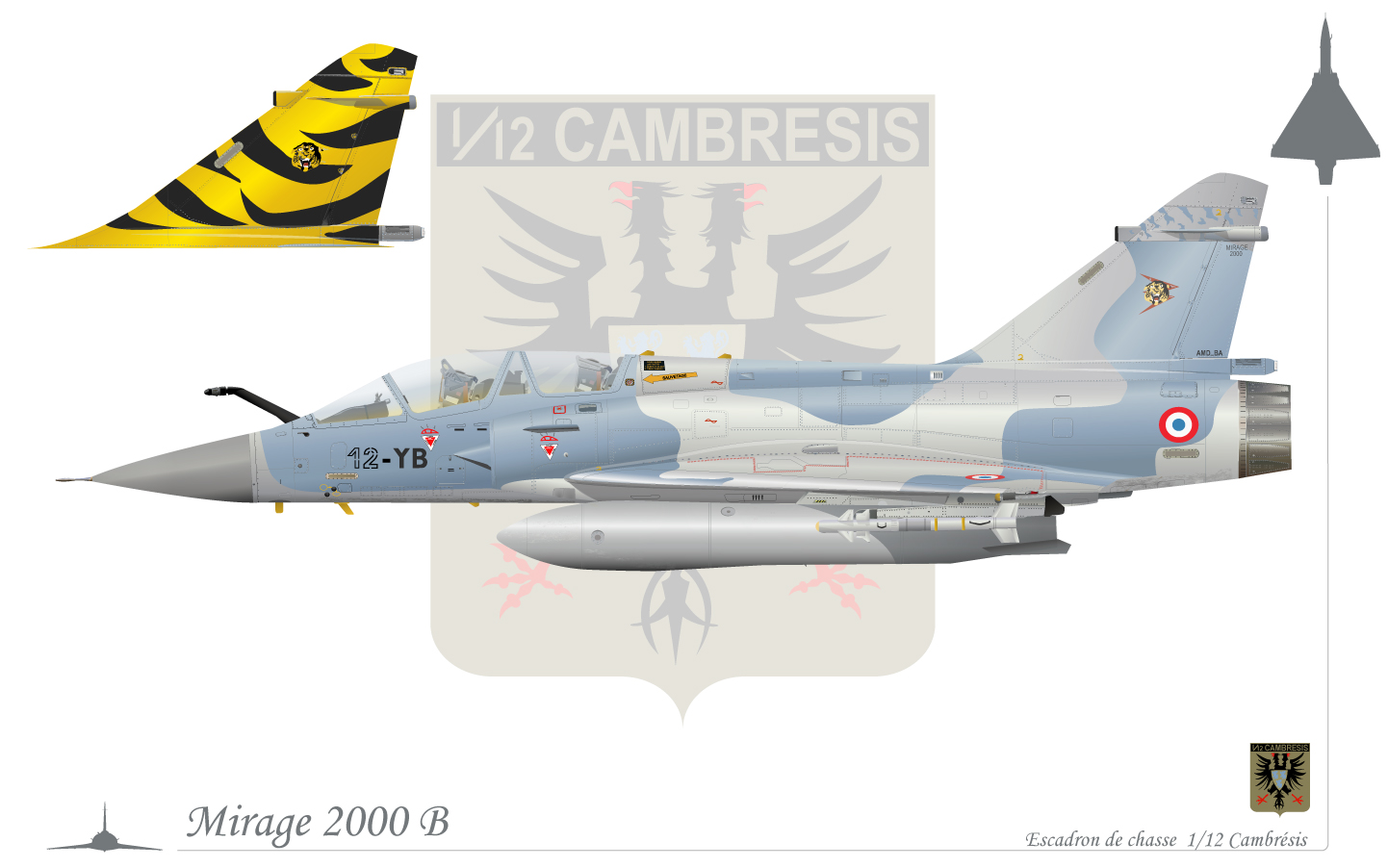
Mirage 2000 B « escadron Cambrésis » avec l'insigne Tigre de la SPA 162.

## De 1918 à 1927

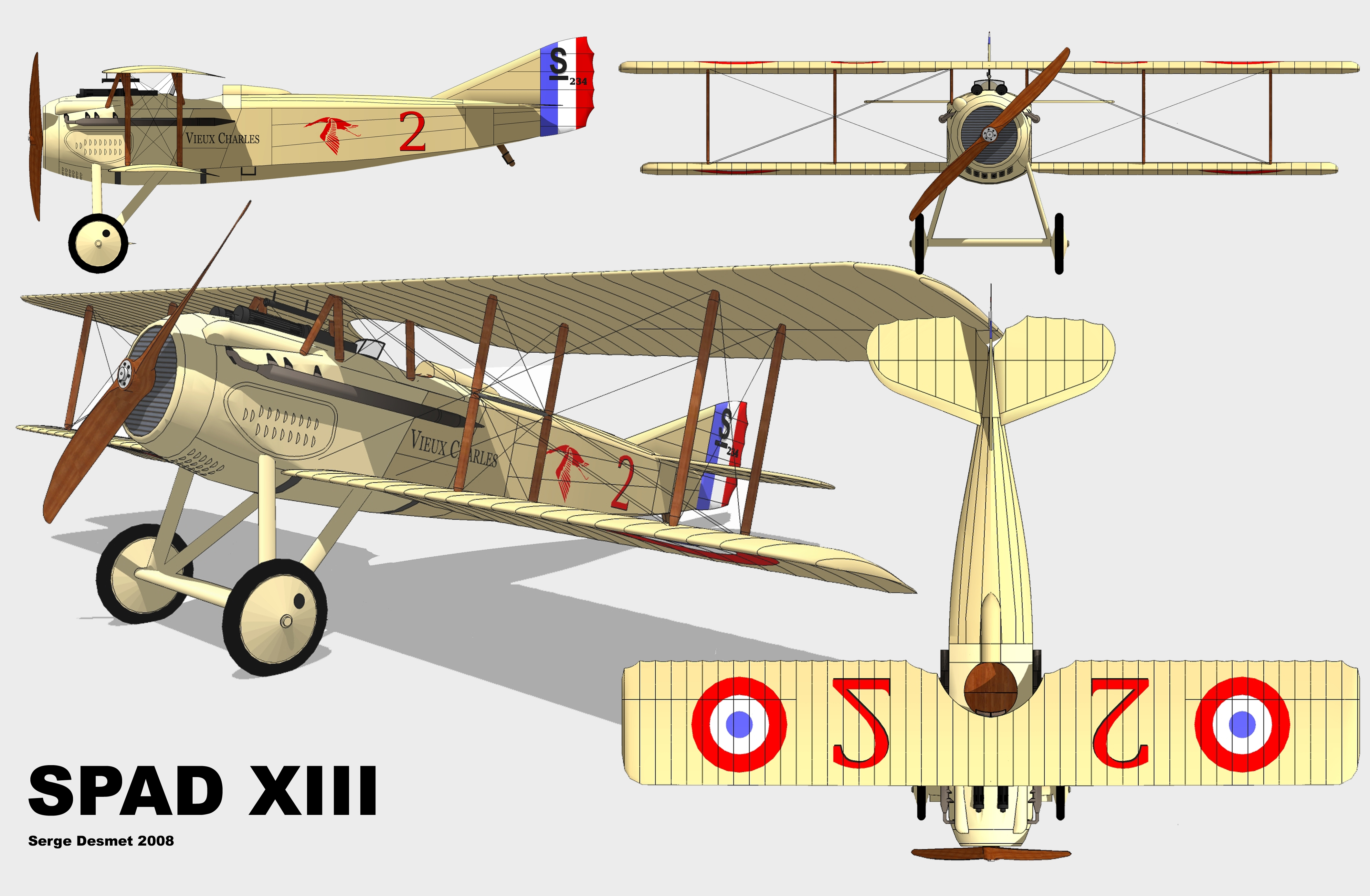
SPAD XIII.

L'escadrille est créée le 28 janvier 1918 par dédoublement de l’escadrille N152 sous le nom d'escadrille N162 (N du fait de sa dotation en avion Nieuport). Elle est stationnée à Corcieux (Vosges). Dès l'origine, elle prend l'emblème de l'escadrille Tigre. 
Elle devient la SPA 162 1er mai 1918 en recevant ses premiers avions SPAD, des Spad VII et XIII.

## De 1952 à nos jours

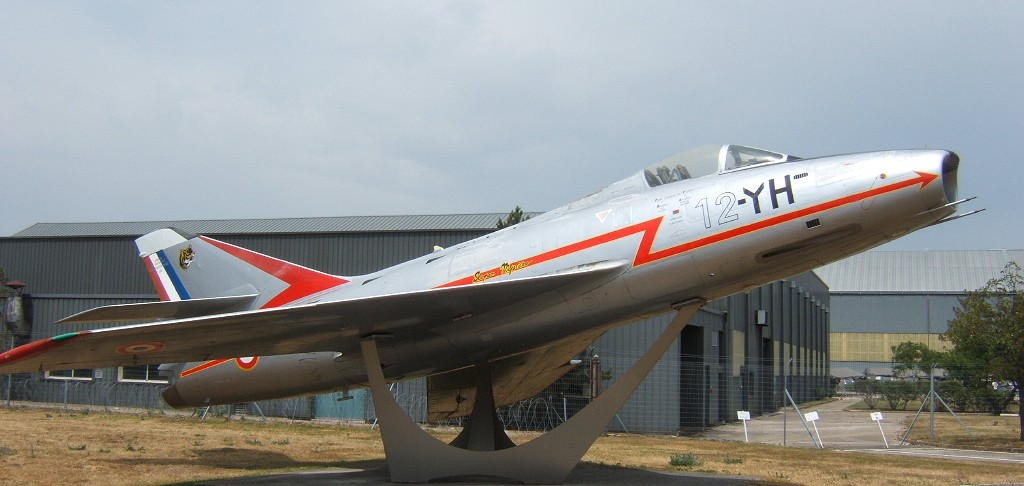
Super Mystère B2 aux couleurs du 1/12 Cambrésis à l'entrée de la base aérienne d'Ambérieu.

La SPA 162 renait le 1er mai 1952 sur la base aérienne (BA) 118 Mont-de-Marsan dans le cadre de la transition sur le premier avion à réaction français, l’Ouragan MD 450. 
Elle est ensuite transférée à Cambrai au sein de l’Escadron de chasse 1/12 Cambrésis. En 1955, elle reçoit le Mystère IV ; en 1959, le Super Mystère B2. En 1977, l’escadrille passe sur Mirage F1-C, fleuron de la défense aérienne française de l’époque et, en 1992, sur Mirage 2000.
L’escadrille participe notamment aux opérations Épervier et Manta au Tchad en 1984 puis à la première guerre du Golfe. Lors de ce conflit, l’escadrille, alors sur Mirage F1-C, est déployée au Qatar afin de défendre l’Émirat en cas d’attaque de l’Irak. Depuis lors, la SPA 162 participe activement aux différentes opérations au sein desquelles la France s’engage.
En 2011, le 1/12 « Cambrésis » est dissout et la SPA 162, seule escadrille du 1/12 à être conservée, est transférée au 1/7 « Provence » à Saint-Dizier.
La SPA 162, appartient aujourd’hui à l'escadron de chasse 3/30 « Lorraine ».

### La NATO Tiger association
Depuis sa création en 1961, la « Nato Tiger Association » organise chaque année des meetings, les « Tiger meet », qui regroupent les différentes unités de l’Otan possédant un tigre comme insigne. 
À l’origine, ces rassemblements regroupaient les trois escadrons tigres fondateurs, le 74 squadron de la Royal Air Force, le 79th Tactical Fighter Squadron de l’US Air Force, et le 1/12 « Cambrésis » avec son escadrille, la SPA 162. 
L’objectif de ces rassemblements est de développer une cohésion entre les différentes unités de chasseurs au sein de l’Otan

### articles connexes
- Histoire du terrain d'aviation de Corcieux